# Craugastor fitzingeri
Espèce
Synonymes
- Hylodes fitzingeri Schmidt, 1857
- Eleutherodactylus fitzingeri (Schmidt, 1857)
- Hyla grisea Hallowell, 1861
- Hylodes pulchrigulus Cope, 1862
- Leiyla güntheri Keferstein, 1868
- Hylodes nubilus Günther, 1901

Statut de conservation UICN

 LC  : Préoccupation mineure
Craugastor fitzingeri est une espèce d'amphibiens de la famille des Craugastoridae.

## Répartition
Cette espèce se rencontre du niveau de la mer à 1 200 m d'altitude dans le nord-est du Honduras, dans l'est du Nicaragua, au Costa Rica, au Panama et en Colombie dans les départements de Chocó, dans l'Ouest d'Antioquia et dans le Nord de Valle del Cauca.

## Description

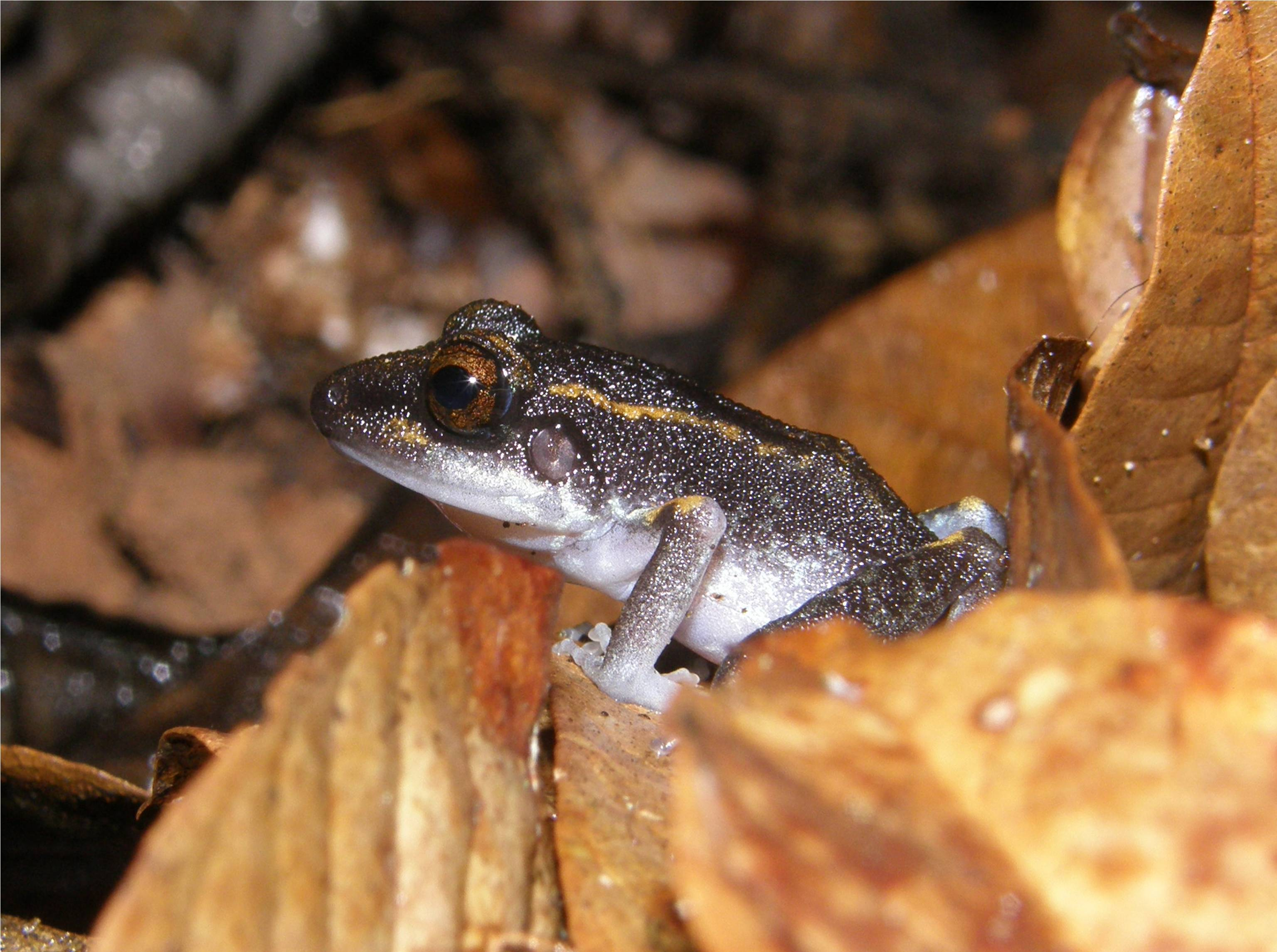
Craugastor fitzingeri

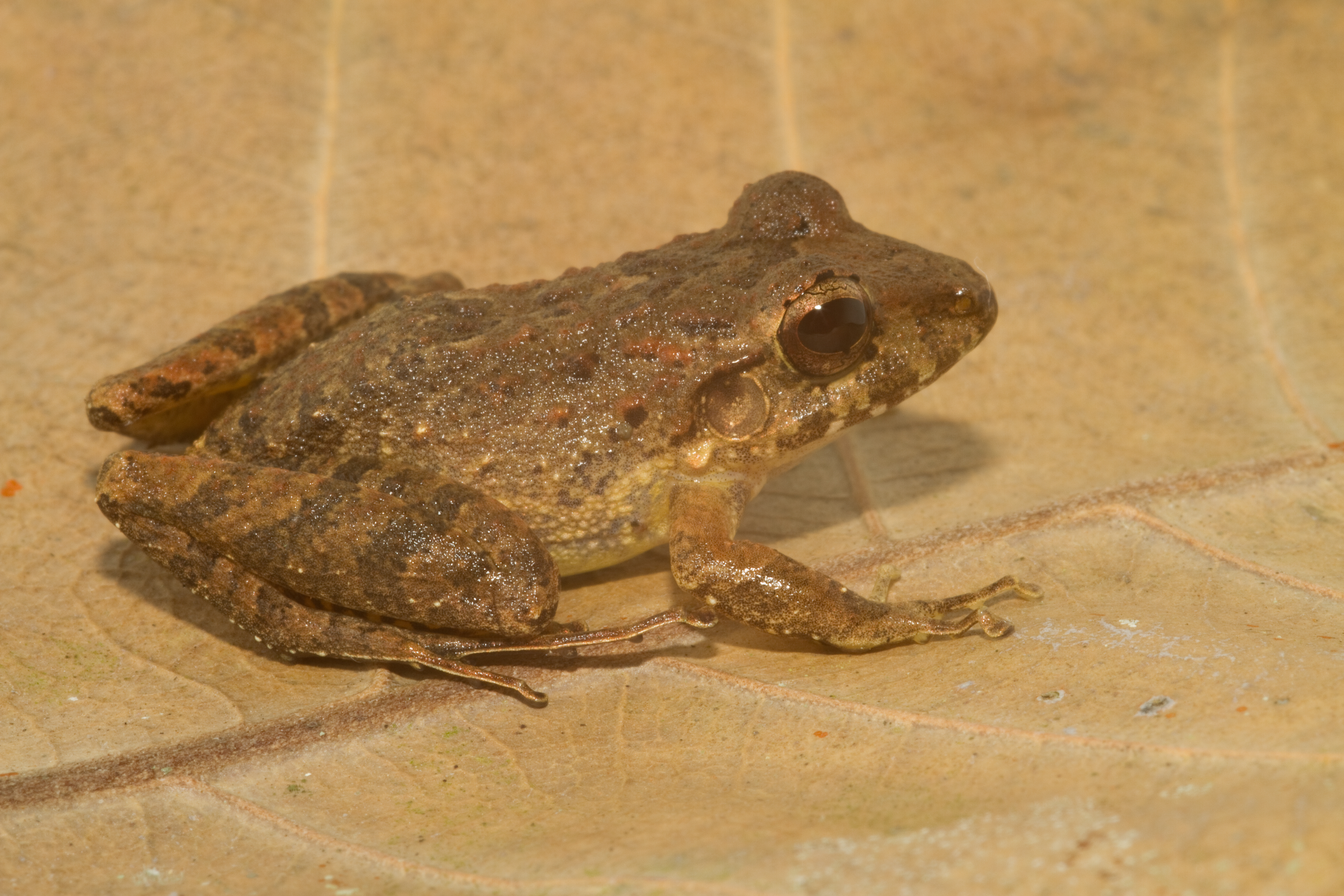
Craugastor fitzingeri

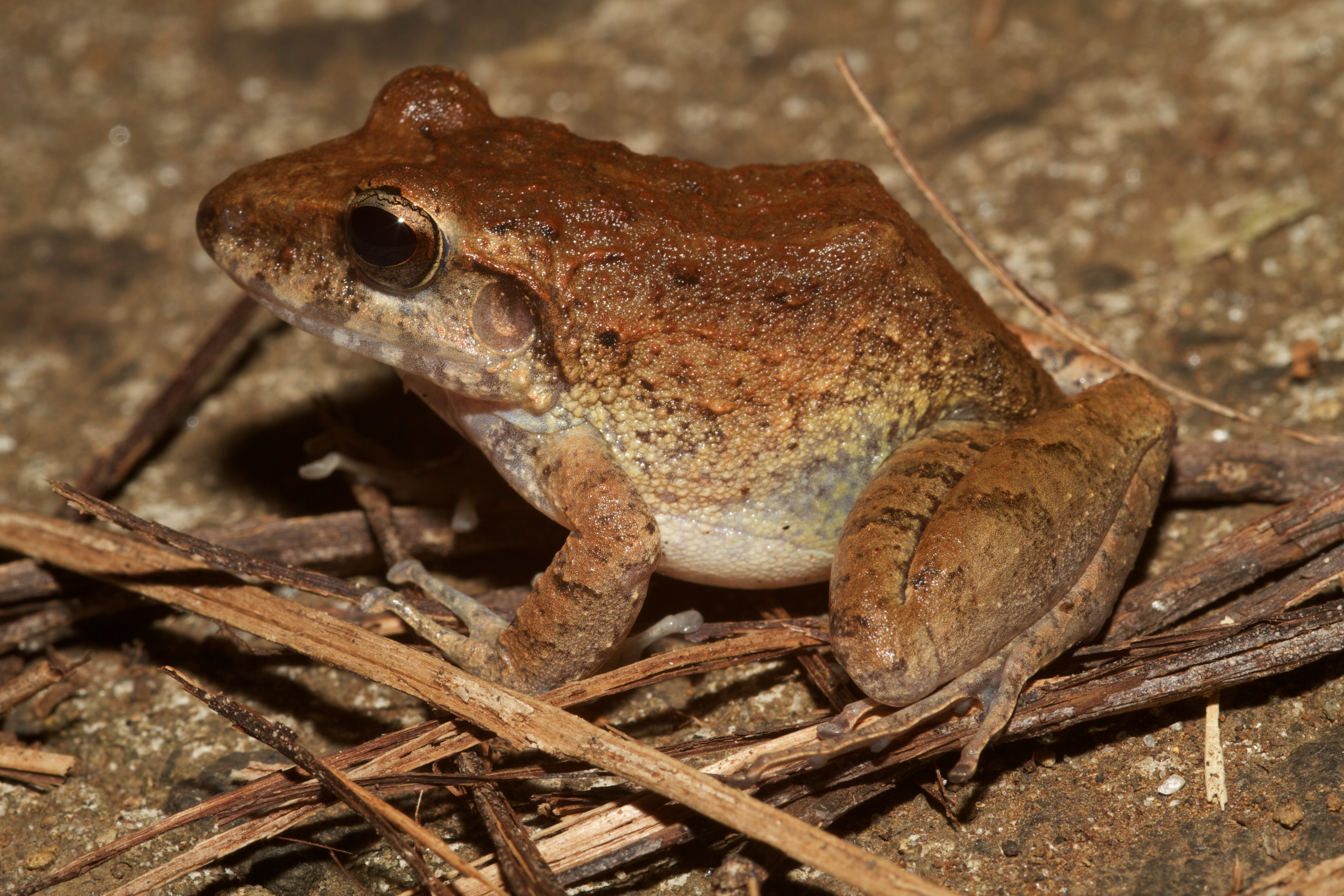
Craugastor fitzingeri

Les mâles mesurent de 23,5 à 35,0 mm et les femelles jusqu'à 52,5 mm.

## Étymologie
Cette espèce est nommée en l'honneur de Leopold Fitzinger.

## Publication originale
- Schmidt, 1857 : Diagnosen neuer frösche des zoologischen cabinets zu krakau. Sitzungberichte der Mathematisch-Naturwissenschaftlichen Classe der Kaiserlichen Akademie der Wissenschaften, vol. 24, p. 10-15 (texte intégral).